# Capilla de Kassari
La Capilla de Kassari (Estonio: Kassari kabel) es una capilla que se encuentra en la isla estonia de Kassari, perteneciente al municipio de Käina, en el condado de Hiiu. Se cree que su construcción se remonta al siglo XVIII.
Se trata de una única iglesia de piedra de Estonia que tiene el tejado de paja. Unos trabajos de reconstrucción que se llevaron a cabo en 1801 en una pared del interior sugieren que la actual capilla se construyó en el siglo XVIII, reemplazando probablemente un edificio de madera del siglo XVI.
Los miembros de la familia Stackelberg, propietaria de Kassari, están enterrados en el cementerio de la capilla. En este cementerio también se encuentra la tumba de Villem Tamme, quien sirvió como modelo de la figura de Cristo a Johann Köler para su mural en la Iglesia de San Carlos de Tallin.